# Ráfaga rápida de radio
En radioastronomía, una ráfaga rápida de radio (FRB, por sus siglas en inglés) es un fenómeno astrofísico de gran energía de origen desconocido que se manifiesta como un pulso de radio fugaz que dura en promedio unos pocos milisegundos. 

## Descubrimiento
Duncan Lorimer y su estudiante David Narkevic descubrieron la primera ráfaga rápida de radio en 2007 mientras analizaban datos de archivo de los distintos estallidos de energía transitoria astronómica, como los púlsares y los estallidos de rayos gamma. Encontraron un sonido de radio que descendió en frecuencia durante 15 milisegundos.
La dispersión producida por la frecuencia de la ráfaga permite el mapeo del gas ionizado.
Los astrónomos se refieren a este fenómeno comúnmente como ráfagas Lorimer.  A día de hoy se han detectado más de 100 ráfagas rápidas de radio.

## Hipótesis sobre su origen
Desde aquella primera detección, se ha intentado, sin éxito, conocer el origen y las posibles causas de estos fenómenos, utilizando el conjunto de datos existentes y observaciones adicionales.
Algunas conjeturas sobre su origen pueden ser el reflejo accidental de un pulso de energía destinado a empujar una vela de luz interestelar, o emisiones de estrellas de neutrones de rotación rápida o de agujeros negros. Por otra parte, la amplia dispersión en distintas ubicaciones han puesto en contra el argumento de una fuente tecnológica extraterrestre. 
Cobra especial interés el hecho de que una de estas ráfagas provenía de una fuente que repetía su señal muchas veces, aproximadamente 100 explosiones repetidas, encontrándose en una galaxia irregular débilmente óptica, cuyo desplazamiento lo coloca a 2,5 millones de años luz de distancia. 
Tanto la distribución general de las fuentes, como las distancias estimadas a partir de la frecuencia, continúan indicando que el catalogo actual de los FRB detectados son todos extra galácticos.
Para saber la localización de estas ráfagas se realiza un cálculo partiendo de la caída de frecuencia durante la ráfaga, que viaja por ondas electromagnéticas a través del vacío a la velocidad de la luz. Estas ondas tienen un retardo dependiendo de la frecuencia a medida que atraviesan las partículas cargadas que se encuentran en el medio interestelar en su camino hacia la Tierra. En la vía láctea aun no ha ocurrido nada.
El sol también emite este tipo de ondas mucho más débiles, producidas por las erupciones solares viajando a través del plasma que lo rodea. 

## Radiotelescopios
Este tipo de señal se está estudiando desde varios radiotelescopios como el CHIME en Canadá o el ASKAP en Australia. Estos pueden localizar cientos de detecciones nuevas por año, siendo una ayuda para la comprensión de la estructura y la distribución total del universo.